# Крайково-Будкі
Крайково-Будкі (пол. Krajkowo-Budki) — село в Польщі, у гміні Рацьонж Плонського повіту Мазовецького воєводства.
Населення — 39 осіб (2011).
У 1975-1998 роках село належало до Цехановського воєводства.

## Демографія
Демографічна структура станом на 31 березня 2011 року:
|          | Загалом | Допрацездатний вік | Працездатний вік | Постпрацездатний вік |
| -------- | ------- | ------------------ | ---------------- | -------------------- |
| Чоловіки | 19      | 3                  | 11               | 5                    |
| Жінки    | 20      | 3                  | 8                | 9                    |
| Разом    | 39      | 6                  | 19               | 14                   |